# Hermann Bücking (Ingenieur)

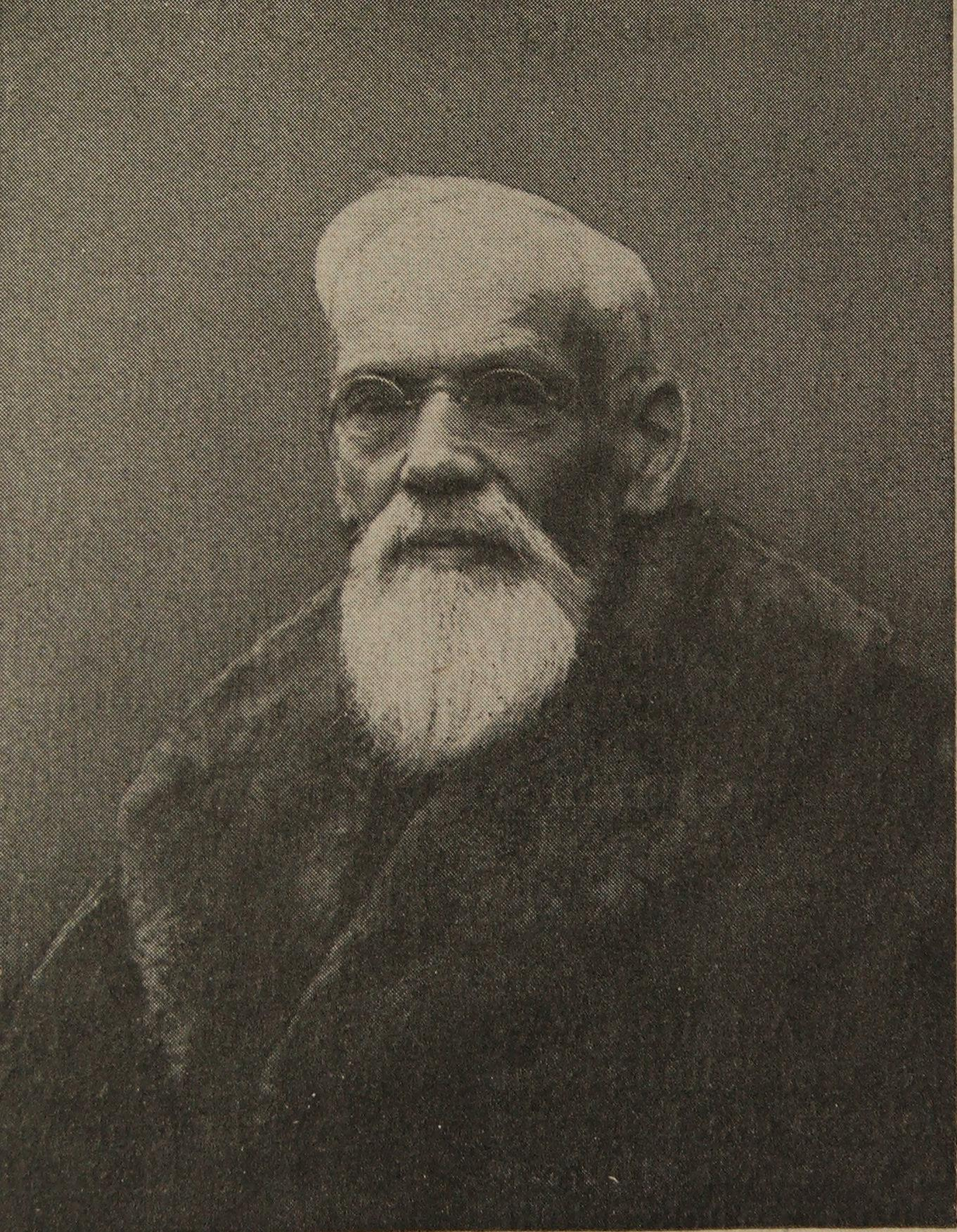
Abbildung Bückings in seinem Nekrolog in der Zeitschrift Werft*Reederei*Hafen

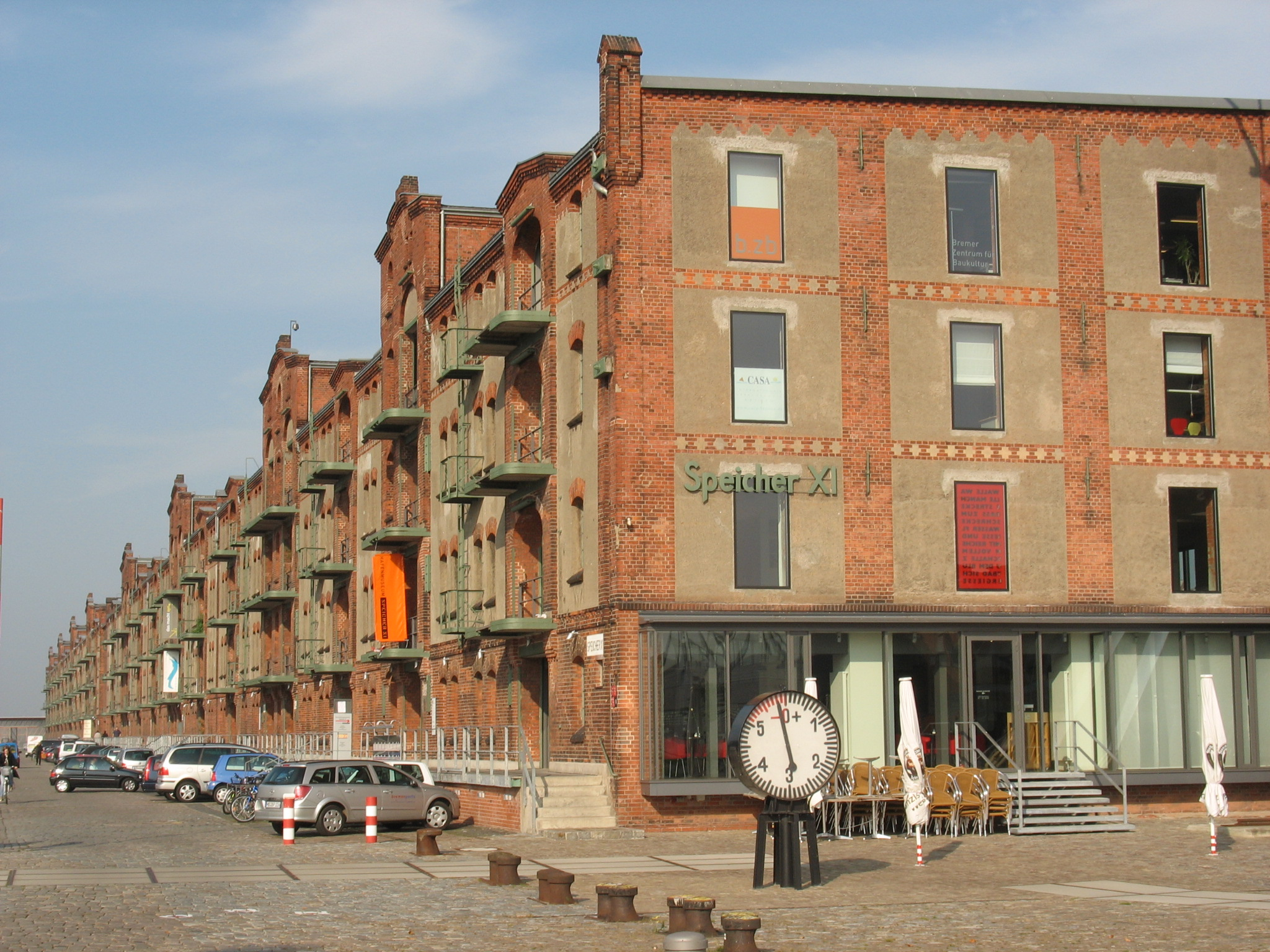
Speicher XI in der Überseestadt von Bremen

Johann Hermann Bücking (* 9. März 1848 in Cölbe bei Marburg; † 21. Dezember 1926 in Bremen) war ein deutscher Tiefbauingenieur und Baubeamter in Bremen.

## Biografie
Bücking war der Sohn des Brückenbauingenieurs Adam Ludwig Bücking und dessen Ehefrau Gertrude geborene Ruckert. Nach dem Besuch der Realschule in Kassel absolvierte er bis 1866 die Polytechnische Schule Kassel. Zunächst arbeitete er als Eisenbahntechniker; ab 1871 leitete er Ausbauarbeiten an der Elbe. Ab 1872 studierte er in Berlin und wurde 1874 mit der Baumeisterprüfung (dem 2. Staatsexamen im Baufach) Tiefbauingenieur. Als Eisenbahningenieur war er in Königsberg in Ostpreußen und in Bromberg in der Provinz Posen tätig.
1876 wurde er Bauinspektor bei der Tiefbauverwaltung in Bremen unter Leitung von Ludwig Franzius. Er leitete die Wegebauabteilung. Ab 1883 war er Deichbauinspektor, war zuständig für die Bauten im bremischen Landgebiet und im Wetterungsverband. Er erwarb ein Patent für Schraubenanker zur Verankerung von Uferschutzbauten. 1886 wurde er Assistent von Franzius bei der Weserkorrektion. Ab 1895 war er als Baurat Leiter der Bauinspektion für die Unterweserkorrektion und danach auch für die der Außenweser. 
1903 folgte er Franzius in das Amt des Oberbaudirektors, als höchster Baubeamter von Bremen. In dieser Zeit wurden die Häfen in Bremen und Bremerhaven weiter ausgebaut. Von 1906 bis 1911 erfolgte der Bau des alten Weserwehrs. Der Speicher XI in der Überseestadt von Bremen wurde von 1908 bis 1912 unter seiner Leitung nach Plänen von Eduard Suling und Nause gebaut. 1915 ging Bücking in den Ruhestand; ihm folgte Suling im Amt.
Bücking war von 1891 bis 1907 Vorsitzender des Architekten- und Ingenieur-Vereins zu Bremen.
Er war seit dem 6. Oktober 1875 mit Emilie Christine Charlotte geborene Pöschel verheiratet. Das Paar hatte zwei Söhne, den späteren Arzt Kurt Ludwig Hermann Bücking (* 1878) und Ernst Julius Berthold Bücking (* 1880); die Tochter Else Gertrude Charlotte Bücking (* 1876) war eine Schulfreundin der späteren Malerin Paula Modersohn-Becker. Die Familie wohnte damals an der Schönhaussenstraße in Bremen. 1900 heiratet die Tochter Else den Architekten Hugo Wagner. 1907 entstand nach Plänen von Wagner das Haus Bücking in Bremen-Schwachhausen, Brahmsstraße 5.

### Ehrungen
Die Bückingstraße an der Westseite des Kaiserhafen III im Stadtbremischen Überseehafengebiet in Bremerhaven wurde 1931 nach ihm benannt.